# Sabato al supermercato
Sabato al supermercato è un album musicale raccolta di sigle di cartoni animati, pubblicato nel 1982 dalla RCA. Gli artisti partecipanti sono Le Mele Verdi, I Cavalieri del Re, Rocking Horse, Georgia Lepore e Luigi Lopez.
Il lato A del disco, interamente dedicato al gruppo de Le Mele Verdi, contiene quattro sigle e l'inedito che dà il titolo all'album. Sul lato B sono presenti invece due brani de I Cavalieri del Re ed uno per ciascuno dei rimanenti artisti.

## Tracce
Lato A
1. Sabato al supermercato
2. Lo scoiattolo Banner
3. Belfy e Lilibit
4. Gli gnomi delle montagne
5. La banda dei ranocchi

Lato B
1. Lady Oscar
2. Lulù
3. Pinocchio, perché no?
4. Peline Story
5. La spada di King Arthur

## Autori e Musicisti
Lato A
- 1, 2, 3, 4, 5: Mitzi Amoroso, Corrado Castellari

Lato B
- 1, 5: testi e musica di Riccardo Zara;
- 2: testo Lucio Macchiarella, musica Mike Fraser e Douglas Meakin
- 3: testo Carla Vistarini musica Luigi Lopez, Fabio Massimo Cantini e Mario Vicari
- 4: testo Paolo Amerigo Cassella, musica e arrangiamento Vito Tommaso